# Ormocarpopsis mandrarensis
Ormocarpopsis mandrarensis är en ärtväxtart som beskrevs av Dumaz-le-grand. Ormocarpopsis mandrarensis ingår i släktet Ormocarpopsis och familjen ärtväxter. IUCN kategoriserar arten globalt som sårbar. Inga underarter finns listade i Catalogue of Life.